# Prerija zove
Prerija zove je epizoda serijala Mali rendžer (Kit Teler) obјavljena u Lunov magnus stripu #227. Epizoda je objavljena premijerno u bivšoj Jugoslaviji u oktobru 1976. godine. Koštala je 8 dinara (0,44 $; 1,1 DEM). Izdavač јe bio Dnevnik iz Novog Sada. Naslovna strana predstavlja kopiju Donatelijeve naslovnice iz 1971. za originalni broj 94. Ovo je 2. deo duže epizode koja je počela u #226. pod nazivom Urlik kojota.

## Originalna epizoda
Prvi deo epizode je premijerno objavljen u Italiji u svesci #95 pod nazivom Luna di sangue (Krvavi mesec) objavljena u decembru 1971. Sveska je koštala 200 lira (0,32 $; 1,27 DEM). Epizodu su nacrtali Frančesko Gamba i Kamilo Zufi, a scenario napisao Tristano Toreli. Originalne naslovnice nacrtao je Franko Donateli, tadašnji crtač Zagora.

## Zamena naslovnih stranica
Redakcija Dnevnika je i ovaj put zamenila origianlne korice epizoda. Naslova strana ove epziode preuzeta je od originalne epizode #98. Il raggazzo selvagio, koja je objavljena u LMS-230. Naslovnica je bila reprodukcija Donatelijeve originalne naslovnice. Dnevnik je u ovom periodu često permutovao naslovne stranice. Do sada nije otkriven razlog, iako je u nekim slučajevima permutacija imala smisla.

## Reprize
U Italiji je ova epizoda reprizirana u  #49. edicije Edizioni If, koja je izašla 14. jula 2016. Koštale je €8. U Hrvatskoj je ova sveska pod nazivom Krvavi mjesec objavljena u 2022. Koštala je 39,9 kuna.

## Prethodna i naredna sveska Malog rendžera u LMS
Prethodna sveska Malog rendžera u LMS nosila je naziv Urlik kojota (#222), a naredna Lažni dijamanti (#230).